# 蹲廁

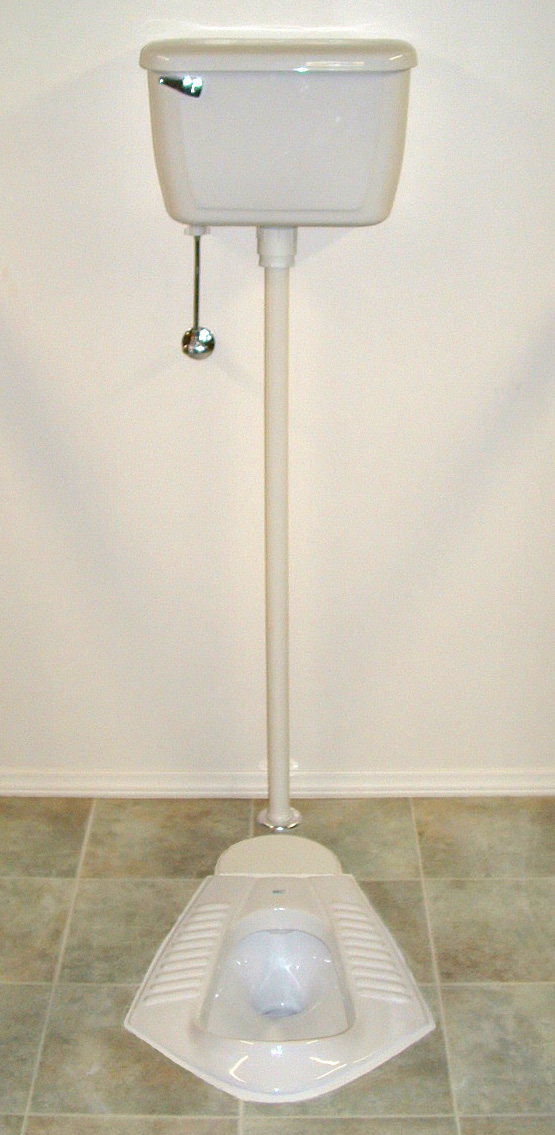
蹲廁

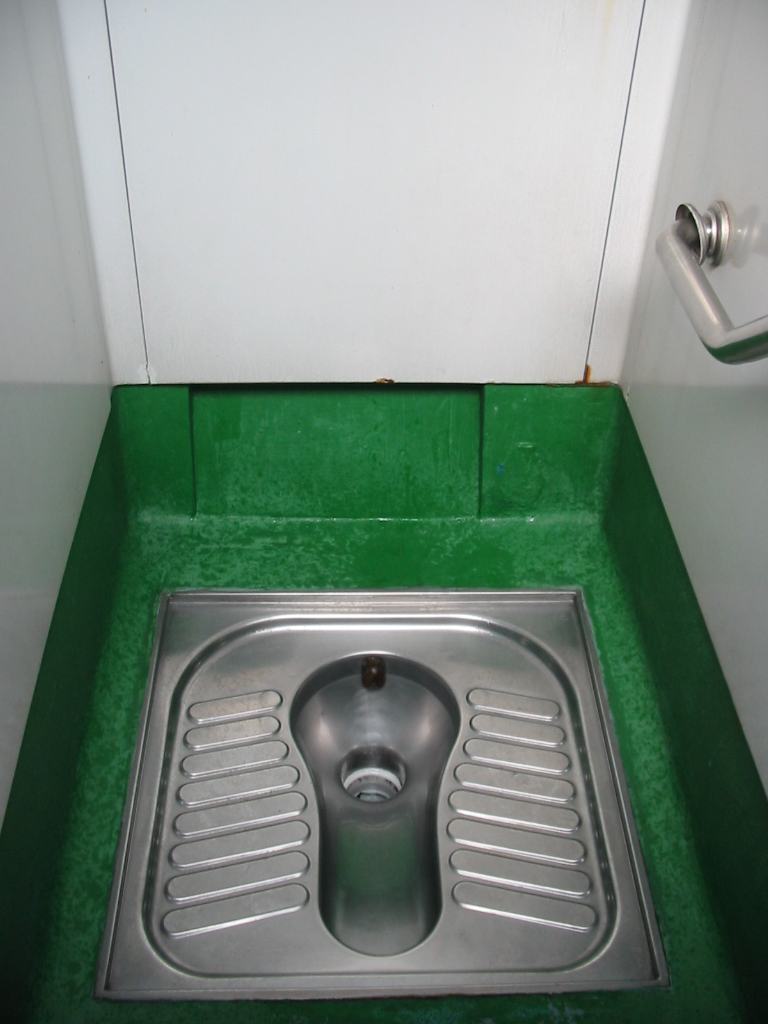
香港的不鏽鋼蹲廁

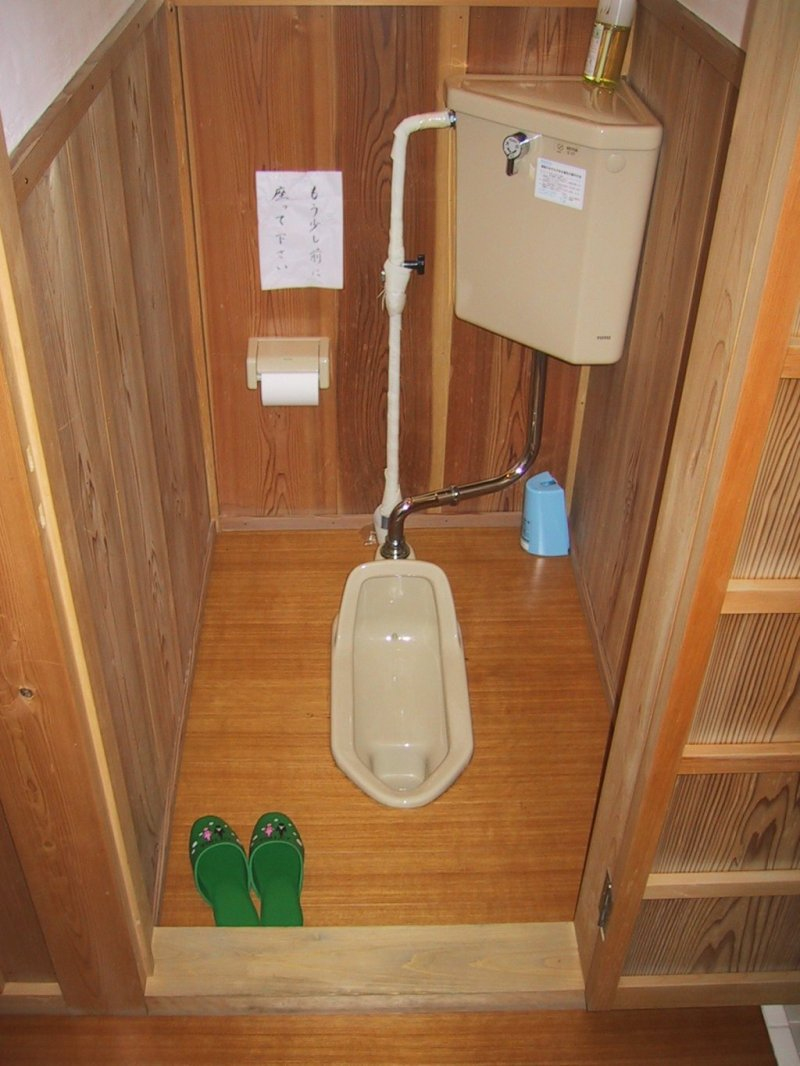
日本製蹲廁。

蹲廁是马桶的一種。用者需要蹲下使用。另一種廁所為坐下使用的坐廁。
蹲廁在某些地區並不常見。西方某些國家（例如英國和美國）接近完全沒有蹲廁，但在某些地方（例如亞洲的發展中國家）蹲廁卻是主流，通常只有能夠亞洲蹲的族群才能正常使用蹲廁，与水冲式马桶会产生“马桶烟羽”（或马桶附带物）气溶胶类似，蹲廁会把屎尿微粒濺在自己的腿和腳鞋上。世界上大多數人口使用蹲式廁所，主要是在發展中國家的農村地區。雖然日本的日式廁所和韓國蹲廁漸漸被西式廁所代替，但蹲廁在這些國家的公共廁所仍然非常常見（原因是因為較容易清潔）。
有些人認為蹲下排便的姿勢更加自然和放鬆。這是因為它可以更好地放鬆恥骨直腸肌，從而拉直肛門的角度，使得排便更快、更容易、更徹底。因此，蹲姿可以防止過度用力，從而防止神經的拉伸（如陰部神經）。這些神經的損傷會導致泌尿、排便和性功能方面的永久性障礙。蹲姿也會增加腹內壓。蹲姿通常被推薦作為一系列措施的一部分，以控制便秘及其亞型，包括排便阻塞綜合征和協同排便失調。排便時慢性過度用力，在坐姿下更可能需要，可能與發炎痔瘡或盆腔器官脫垂疾病的任何譜的發展有關，例如直腸膨出、直腸脫垂等。

## 歷史
在印度河流域文明摩亨佐-達羅與哈拉帕遺址中，考古人員發現最早的蹲廁，直通地下的排水道。